# Amtsgasse 48, 48a

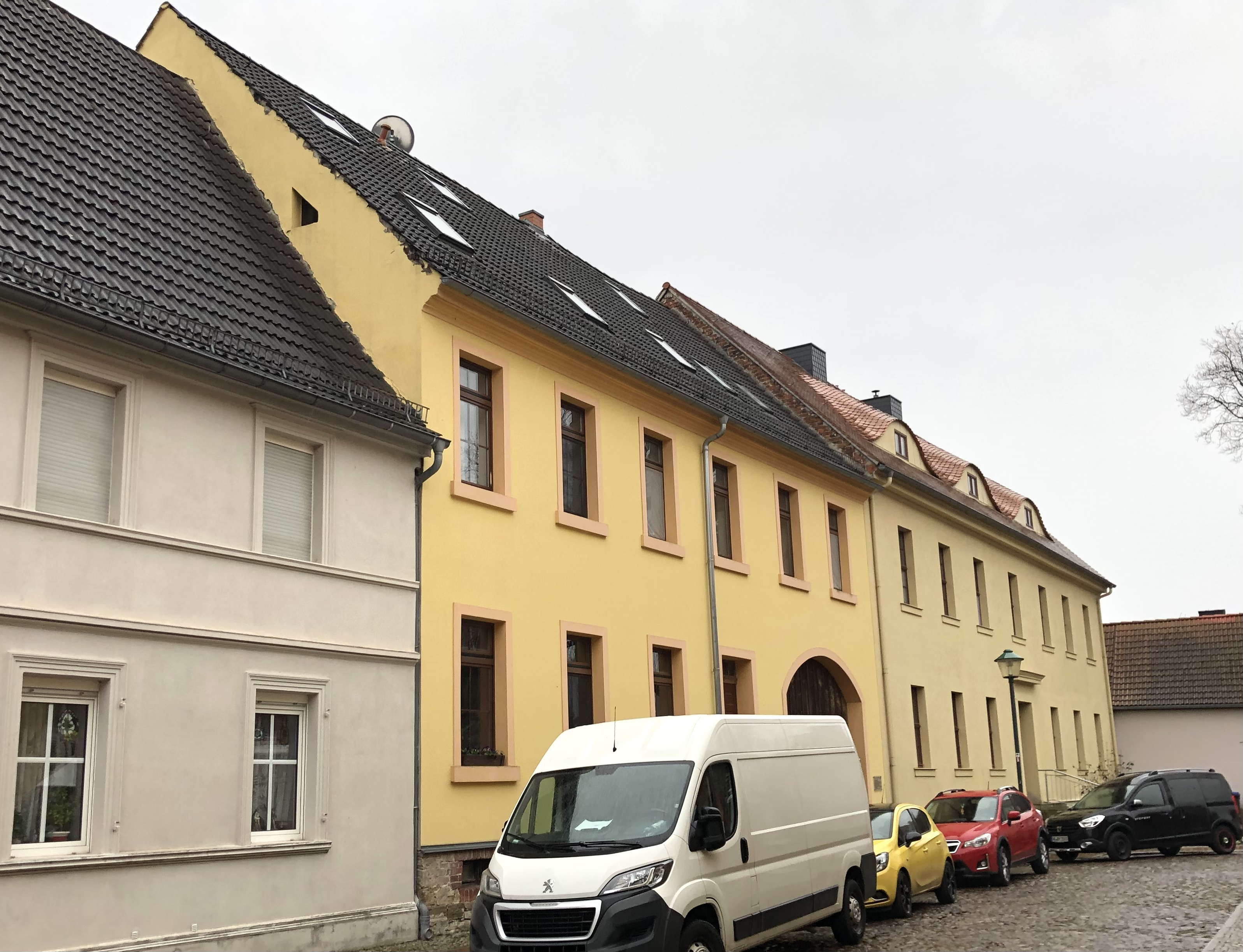
Amtsgasse 48, 48a im Jahr 2022

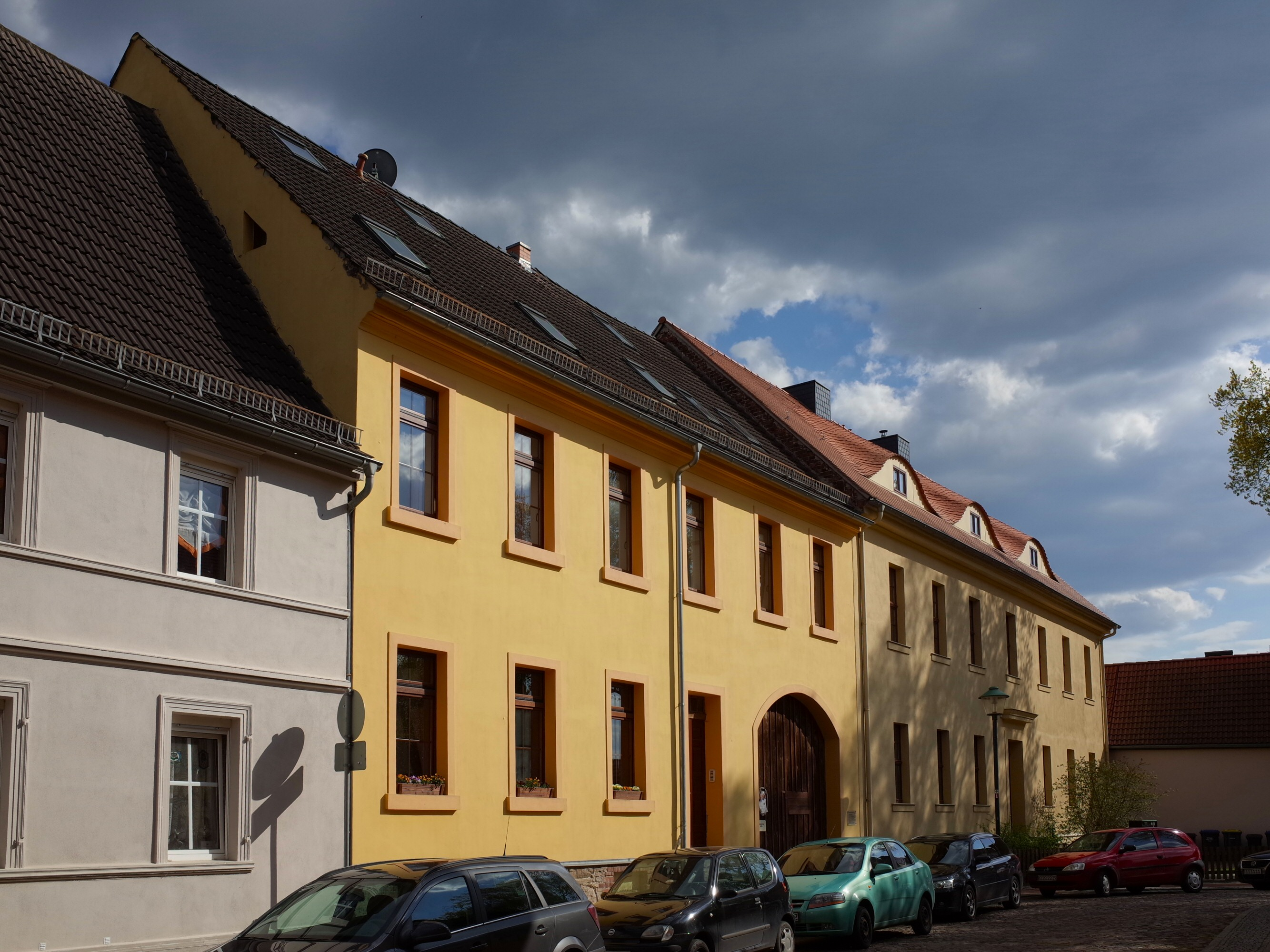
2016

Die Amtsgasse 48, 48a ist ein denkmalgeschütztes Amtshaus in Oranienbaum-Wörlitz in Sachsen-Anhalt.

## Lage
Das Gebäude befindet sich im nördlichen Teil des Ortsteils Wörlitz, auf der Ostseite der Amtsgasse, an deren südlichen Ende. Westlich des Hauses mündet die Amtsgasse in die Kreuzung mit Kirchgasse und Förstergasse ein.

## Architektur und Geschichte
Das Anwesen befand sich 1548 im Besitz von Ernst von Creutz. Unter Johann Georg I. gelangte der Hof in fürstlichen Besitz. Es ist überliefert, dass bei Jagden bis zu 120 Schweißhunde hier untergebracht waren. In der Zeit von 1770 bis 1790 wurde die Anlage als Amt genutzt.
Das heutige klassizistische Gebäude entstand vermutlich in der Zeit um 1795 für den fürstlichen Oberstallmeister von Glafey, möglicherweise nach Plänen von Friedrich Wilhelm von Erdmannsdorff. Andere Angaben geben an, dass das Haus 1795 von Fürst Leopold III. Friedrich Franz für Frau von Behringer gebaut wurde und als Erbe an die gemeinsame Tochter Adelheid von Glaffy ging. Der verputzte siebenachsige Ziegelbau Amtsgasse 48a war wohl zumindest Teil der von Fürst Leopold III. Friedrich Franz veranlassten städtebaulichen Veränderungen in Wörlitz. In späterer Zeit diente es als Wohnhaus des Küchenmeisters Lebrecht Huth und dann des Forstrates von Saldern. 1872 wurde die bis dahin noch auf dem Hof betriebene Landwirtschaft eingestellt.
Der zweigeschossige Bau verfügt auf seiner nach Osten weisenden Gartenseite über eine aus Sandstein gefertigte doppelläufige Freitreppe. Von dort besteht auch ein Zugang zum Keller des Hauses, der von einem Gewölbe überspannt wird. Der straßenseitige Hauseingang ist mittig angeordnet und noch mit einer originalen Haustür versehen. Die im Erdgeschoss befindliche Küche ist zum Garten hin ausgerichtet und verfügt über einen großen offenen Kamin. Auf der Südseite des Gartens befindet sich ein in Fachwerkbauweise errichtetes Wirtschaftsgebäude.
Das nördlich angrenzende ebenfalls zweigeschossige, sechsachsige Gebäude Amtsgasse 48 ist etwas niedriger. Es gehörte als Wohnhaus für Bedienstete zum Anwesen. Auf der rechten Seite befindet sich eine als flacher Torbogen ausgeführte Tordurchfahrt.
Im örtlichen Denkmalverzeichnis ist das Amtshaus, auch als Gutshaus bezeichnet, unter der Erfassungsnummer 094 40020 als Baudenkmal eingetragen.